# 何塞·渡邊
何塞·渡邊（西班牙語：José Watanabe，1946年3月17日—2007年4月25日），祕魯詩人；作家，創作詩、電影劇本，也擔任電影製片和美術指導。1946年在祕魯北部特魯希略省的Laredo出生，父親是日本移民，母親是祕魯安第斯山區的當地人。
他以1971年出版的處女作Album de familia得獎成名，1989年出版第2本作品El huso de la palabra，1994年出版Historia natural，1999年出版Cosas del Cuerpo，2000年在哥倫比亞出版選集 El Guardián del Hielo ，2002年出版Habitó entre Nosotros，2004年在西班牙出版選集Elogio del Refrenamiento 。
1985年，他將馬里奧·巴爾加斯·略薩（Mario Vargas Llosa）的成名作《城市與狗》（La ciudad y los perros）改編成電影劇本，由導演弗朗西斯科·何塞·隆巴尔迪製片、執導，首度搬上大銀幕。

## 外部連結
- 西班牙文何塞·渡邊網站（页面存档备份，存于）
- 何塞·渡邊西班牙文網站